# Pune Challenger
Il Pune Challenger, noto anche come KPIT-MSLTA Challenger, è un torneo professionistico di tennis giocato sul cemento, che fa parte dell'ATP Challenger Tour. Si gioca annualmente dal 2014 allo Shree Shiv Chhatrapati Sports Complex di Pune, in India. Dopo una pausa di tre anni è stato di nuovo disputato nel 2023 nella categoria Challenger 100.

## Albo d'oro

### Singolare
| Anno       | Campione          | Finalista                | Punteggio           |
| ---------- | ----------------- | ------------------------ | ------------------- |
| 2025       | Dalibor Svrčina   | Brandon Holt             | 7–6(3), 6–1         |
| 2024       | Valentin Vacherot | Adam Walton              | 3–6, 7–6(5), 7–6(5) |
| 2023       | Max Purcell       | Luca Nardi               | 6–2, 6–3            |
| 2022- 2020 | Non disputato     | Non disputato            | Non disputato       |
| 2019       | James Duckworth   | Jay Clarke               | 4–6, 6–4, 6–4       |
| 2018       | Elias Ymer        | Prajnesh Gunneswaran     | 6–2, 7–5            |
| 2017       | Yuki Bhambri (2)  | Ramkumar Ramanathan      | 4–6, 6–3, 6–4       |
| 2016       | Sadio Doumbia     | Prajnesh Gunneswaran     | 4–6, 6–4, 6–3       |
| 2015       | Yuki Bhambri (1)  | Evgenij Donskoj          | 6–2, 7–6(4)         |
| 2014       | Yūichi Sugita     | Adrián Menéndez Maceiras | 6(1)–7, 6–4, 6–4    |

### Doppio
| Anno       | Campioni                                           | Finalisti                               | Punteggio              |
| ---------- | -------------------------------------------------- | --------------------------------------- | ---------------------- |
| 2025       | Jeevan Nedunchezhiyan Vijay Sundar Prashanth (3)   | Blake Bayldon Matthew Romios            | 3–6, 6–3, [10–0]       |
| 2024       | Tristan Schoolkate Adam Walton                     | Dan Added Chung Yun-seong               | 7–6(4), 7–5            |
| 2023       | Anirudh Chandrasekar Vijay Sundar Prashanth (2)    | Toshihide Matsui Kaito Uesugi           | 6–1, 4–6, [10–3]       |
| 2022- 2020 | Non disputato                                      | Non disputato                           | Non disputato          |
| 2019       | Purav Raja (2) Ramkumar Ramanathan (2)             | Arjun Kadhe Saketh Myneni               | 7–6(3), 6–3            |
| 2018       | Vijay Sundar Prashanth (1) Ramkumar Ramanathan (1) | Hsieh Cheng-peng Yang Tsung-hua         | 7–6(3), 6(5)–7, [10–7] |
| 2017       | Tomislav Brkić Ante Pavić                          | Pedro Martínez Adrián Menéndez Maceiras | 6–1, 7–6(5)            |
| 2016       | Purav Raja (1) Divij Sharan                        | Luca Margaroli Hugo Nys                 | 3–6, 6–3, [11–9]       |
| 2015       | Gerard Granollers Pujol Adrián Menéndez Maceiras   | Maximilian Neuchrist Divij Sharan       | 1–6, 6–3, [10–6]       |
| 2014       | Saketh Myneni Sanam Singh                          | Sanchai Ratiwatana Sonchat Ratiwatana   | 6–3, 6–2               |